# Polystemma rosea
Polystemma rosea är en djurart som tillhör fylumet slemmaskar, och. Polystemma rosea ingår i släktet Polystemma, fylumet slemmaskar och riket djur. Inga underarter finns listade i Catalogue of Life.